# Рослини Житомирської області, занесені до Червоної книги України
Список рослин Житомирської області, занесених до Червоної книги України.

## Статистика
До списку входить 112 видів рослин, з них:
- Судинних рослин — 91;
- Мохоподібних — 8;
- Водоростей — 8;
- Лишайників — 4;
- Грибів — 1.

Серед них за природоохоронним статусом: 
- Вразливих — 58;
- Рідкісних — 23;
- Недостатньо відомих  — 0;
- Неоцінених — 20;
- Зникаючих — 11;
- Зниклих у природі — 0;
- Зниклих — 0.

## Список видів
| № п/п | Українська назва виду                                   | Латинська назва виду                                                 | Природоохоронний статус | Група           |
| ----- | ------------------------------------------------------- | -------------------------------------------------------------------- | ----------------------- | --------------- |
| 1     | Альдрованда пухирчаста                                  | Aldrovanda vesiculosa L.                                             | Рідкісний               | Судинні рослини |
| 2     | Астрагал піщаний                                        | Astragalus arenarius L.                                              | Вразливий               | Судинні рослини |
| 3     | Бамбузіна Бребіссона                                    | Bambusina brebissonii Kütz. ex Kütz.                                 | Рідкісний               | Водорості       |
| 4     | Баранець звичайний                                      | Huperzia selago (L.) Bernh. ex Schrank et Mart.                      | Неоцінений              | Судинні рослини |
| 5     | Батрахоспермум драглистий                               | Batrachospermum gelatinosum (L.) DC.                                 | Рідкісний               | Водорості       |
| 6     | Береза низька                                           | Betula humilis Schrank                                               | Вразливий               | Судинні рослини |
| 7     | Береза темна                                            | Betula obscura А.Kotula                                              | Рідкісний               | Судинні рослини |
| 8     | Билинець довгорогий                                     | Gymnadenia conopsea (L.) R.Br.                                       | Вразливий               | Судинні рослини |
| 9     | Билинець найзапашніший                                  | Gymnadenia odoratissima (L.) Rich.                                   | Зникаючий               | Судинні рослини |
| 10    | Бровник однобульбовий (герміній однобульбовий)          | Herminium monorchis (L.) R. Br.                                      | Зникаючий               | Судинні рослини |
| 11    | Булатка великоквіткова                                  | Cephalanthera damasonium (Mill.) Druce                               | Рідкісний               | Судинні рослини |
| 12    | Булатка довголиста                                      | Cephalanthera longifolia (L.) Fritsch                                | Рідкісний               | Судинні рослини |
| 13    | Булатка червона                                         | Cephalanthera rubra (L.) Rich.                                       | Рідкісний               | Судинні рослини |
| 14    | Бульбохета майже квадратна                              | Bulbochaete subquadrata Mrozińska-Webb                               | Вразливий               | Водорості       |
| 15    | Верба лапландська                                       | Salix lapponum L.                                                    | Вразливий               | Судинні рослини |
| 16    | Верба Старке                                            | Salix starkeana Willd.                                               | Вразливий               | Судинні рослини |
| 17    | Верба чорнична                                          | Salix myrtilloides L.                                                | Вразливий               | Судинні рослини |
| 18    | Водяний горіх плаваючий                                 | Trapa natans L. s.l.                                                 | Неоцінений              | Судинні рослини |
| 19    | Водяний жовтець плаваючий                               | Batrachium fluitans (Lam.) Wimm.                                     | Вразливий               | Судинні рослини |
| 20    | Вудсія ельбська                                         | Woodsia ilvensis (L.) R. Br.                                         | Зникаючий               | Судинні рослини |
| 21    | Гвоздика несправжньопізня                               | Dianthus pseudoserotinus Błocki                                      | Вразливий               | Судинні рослини |
| 22    | Глевчак однолистий (малаксис однолистий)                | Malaxis monophyllos (L.) Sw.                                         | Вразливий               | Судинні рослини |
| 23    | Гніздівка звичайна                                      | Neottia nidus-avis (L.) Rich.                                        | Неоцінений              | Судинні рослини |
| 24    | Горицвіт весняний                                       | Adonis vernalis L.                                                   | Неоцінений              | Судинні рослини |
| 25    | Гронянка багатороздільна                                | Botrychium multifidum (S.G.Gmel.) Rupr.                              | Рідкісний               | Судинні рослини |
| 26    | Гронянка півмісяцева (ключ-трава)                       | Botrychium lunaria (L.) Sw.                                          | Вразливий               | Судинні рослини |
| 27    | Гудієра повзуча                                         | Goodyera repens (L.) R.Br.                                           | Вразливий               | Судинні рослини |
| 28    | Дев'ятисил осотовий                                     | Carlina cirsioides Klokov                                            | Вразливий               | Судинні рослини |
| 29    | Евастропсіс Ріхтера                                     | Euastropsis richteri (Schmidle) Lagerh.                              | Вразливий               | Водорості       |
| 30    | Еритроній собачий зуб                                   | Erythronium dens-canis L.                                            | Рідкісний               | Судинні рослини |
| 31    | Жировик Льозеля                                         | Liparis loeselii (L.) Rich.                                          | Вразливий               | Судинні рослини |
| 32    | Журавлина дрібноплода                                   | Oxycoccus microcarpus Turcz. ex Rupr.                                | Вразливий               | Судинні рослини |
| 33    | Зелениця сплюснута (дифазіаструм сплюснутий)            | Diphasiastrum complanatum (L.) Holub                                 | Рідкісний               | Судинні рослини |
| 34    | Зелениця триколоскова (дифазіаструм триколосковий)      | Diphasiastrum tristachyum (Pursh) Holub                              | Зникаючий               | Судинні рослини |
| 35    | Зелениця Цайллера (дифазіаструм Цайллера)               | Diphasiastrum zeilleri (Rouy) Holub                                  | Зникаючий               | Судинні рослини |
| 36    | Змієголовник Рюйша                                      | Dracocephalum ruyschiana L.                                          | Неоцінений              | Судинні рослини |
| 37    | Зозулинець шоломоносний                                 | Orchis militaris L.                                                  | Вразливий               | Судинні рослини |
| 38    | Зозулині сльози серцелисті                              | Listera cordata (L.) R.Br.                                           | Вразливий               | Судинні рослини |
| 39    | Зозулині сльози яйцеподібні                             | Listera ovata (L.) R.Br.                                             | Неоцінений              | Судинні рослини |
| 40    | Зозулині черевички справжні                             | Cypripedium calceolus L.                                             | Вразливий               | Судинні рослини |
| 41    | Зозульки бузинові (пальчатокорінник бузиновий)          | Dactylorhiza sambucina (L.) Soy                                      | Вразливий               | Судинні рослини |
| 42    | Зозульки м'ясочервоні (пальчатокорінник м'ясочервоний)  | Dactylorhiza incarnata (L.) Soy s.l.                                 | Вразливий               | Судинні рослини |
| 43    | Зозульки плямисті (пальчатокорінник плямистий)          | Dactylorhiza maculata (L.) Soό s.l.                                  | Вразливий               | Судинні рослини |
| 44    | Зозульки травневі (пальчатокорінник травневий)          | Dactylorhiza majalis (Rchb.) P.F.Hunt et Summerhayes s.l.            | Рідкісний               | Судинні рослини |
| 45    | Зозульки Траунштейнера (пальчатокорінник Траунштейнера) | Dactylorhiza traunsteineri (Saut. ex Rchb.) Soy                      | Рідкісний               | Судинні рослини |
| 46    | Зозульки Фукса (пальчатокорінник Фукса)                 | Dactylorhiza fuchsii (Druce) Soy                                     | Неоцінений              | Судинні рослини |
| 47    | Кладонія зірчаста, кладонія альпійська                  | Cladonia stellaris (Opiz.) Brodo                                     | Рідкісний               | Лишайники       |
| 48    | Ковила волосиста                                        | Stipa capillata L.                                                   | Неоцінений              | Судинні рослини |
| 49    | Комоничок зігнутий                                      | Succisella inflexa (Kluk) G. Beck                                    | Рідкісний               | Судинні рослини |
| 50    | Коральковець тричінадрізаний                            | Corallorhiza trifida Chätel.                                         | Рідкісний               | Судинні рослини |
| 51    | Коручка болотна                                         | Epipactis palustris (L.) Crantz                                      | Вразливий               | Судинні рослини |
| 52    | Коручка темно-червона                                   | Epipactis atrorubens (Hoffm. ex Bernh.) Besser                       | Вразливий               | Судинні рослини |
| 53    | Коручка чемерникоподібна (коручка широколиста)          | Epipactis helleborine (L.) Crantz                                    | Неоцінений              | Судинні рослини |
| 54    | Косарики черепитчасті                                   | Gladiolus imbricatus L.                                              | Вразливий               | Судинні рослини |
| 55    | Лептогіум насічений                                     | Leptogium saturninum (Dicks.) Nyl.                                   | Вразливий               | Лишайники       |
| 56    | Лілія лісова                                            | Lilium martagon L.                                                   | Неоцінений              | Судинні рослини |
| 57    | Лобарія легеневоподібна                                 | Lobaria pulmonaria (L.) Hoffm.                                       | Вразливий               | Лишайники       |
| 58    | Ломикамінь болотний                                     | Saxifraga hirculus L.                                                | Вразливий               | Судинні рослини |
| 59    | Любка дволиста                                          | Platanthera bifolia (L.) Rich.                                       | Неоцінений              | Судинні рослини |
| 60    | Любка зеленоквіткова                                    | Platanthera chlorantha (Cust.) Rchb.                                 | Рідкісний               | Судинні рослини |
| 61    | Меезія тригранна                                        | Meesia triquetra (L. ex Jolycl.) Engstr.                             | Зникаючий               | Мохоподібні     |
| 62    | Неотіанта каптурувата                                   | Neottianthe cucullata (L.) Schlechter                                | Зникаючий               | Судинні рослини |
| 63    | Неотінея обпалена (зозулинець обпалений)                | Neotinea ustulata (L.) R.M. Bateman, Pridgeon et M.W. Chase          | Зникаючий               | Судинні рослини |
| 64    | Нефрома рівна                                           | Nephroma parile Ach.                                                 | Вразливий               | Лишайники       |
| 65    | Нітела струнка                                          | Nitella gracilis (J.E. Sm.) C.Agardh                                 | Вразливий               | Водорості       |
| 66    | Осока Буксбаума                                         | Carex buxbaumii Wahlenb.                                             | Вразливий               | Судинні рослини |
| 67    | Осока дводомна                                          | Carex dioica L.                                                      | Вразливий               | Судинні рослини |
| 68    | Осока затінкова                                         | Carex umbrosa Host                                                   | Неоцінений              | Судинні рослини |
| 69    | Осока малоквіткова                                      | Carex pauciflora Lightf.                                             | Вразливий               | Судинні рослини |
| 70    | Осока піхвова                                           | Carex vaginata Tausch                                                | Зникаючий               | Судинні рослини |
| 71    | Осока притуплена                                        | Carex obtusata Liljebl.                                              | Рідкісний               | Судинні рослини |
| 72    | Осока тонкокореневищна                                  | Carex chordorrhiza Ehrh.                                             | Вразливий               | Судинні рослини |
| 73    | Педіаструм Каврайського                                 | Pediastrum kawraiskyi Schmidle                                       | Вразливий               | Водорості       |
| 74    | Півники борові                                          | Iris pineticola Klokov                                               | Вразливий               | Судинні рослини |
| 75    | Півники сибірські                                       | Iris sibirica L.                                                     | Вразливий               | Судинні рослини |
| 76    | Підсніжник білосніжний (підсніжник звичайний)           | Galanthus nivalis L.                                                 | Неоцінений              | Судинні рослини |
| 77    | Пізньоцвіт осінній                                      | Colchicum autumnale L.                                               | Неоцінений              | Судинні рослини |
| 78    | Плавун щитолистий                                       | Nymphoides peltata (S.G.Gmel.) Kuntze                                | Вразливий               | Судинні рослини |
| 79    | Плаун річний                                            | Lycopodium annotinum L.                                              | Вразливий               | Судинні рослини |
| 80    | Плаунець заплавний (лікоподієлла заплавна)              | Lycopodiella inundata (L.) Holub                                     | Рідкісний               | Судинні рослини |
| 81    | Плодоріжка блощична (зозулинець блощичний)              | Anacamptis coriophora (L.) R.M. Bateman, Pridgeon et M.W. Chase s.l. | Вразливий               | Судинні рослини |
| 82    | Плодоріжка салепова (зозулинець салеповий)              | Anacamptis morio (L.) R.M. Bateman, Pridgeon et M.W. Chase           | Вразливий               | Судинні рослини |
| 83    | Псевдобрій цинклідієподібний                            | Pseudobryum cinclidioides (Huebener) T. J. Kop.                      | Рідкісний               | Мохоподібні     |
| 84    | Псевдокаліергон плауноподібний                          | Pseudocalliergon lycopodioides (Brid.) Hedenäs                       | Вразливий               | Мохоподібні     |
| 85    | Пухирник малий                                          | Utricularia minor L.                                                 | Вразливий               | Судинні рослини |
| 86    | Пухирник середній                                       | Utricularia intermedia Hayne                                         | Вразливий               | Судинні рослини |
| 87    | Росичка англійська (росичка довголиста)                 | Drosera anglica Huds.                                                | Вразливий               | Судинні рослини |
| 88    | Росичка середня                                         | Drosera intermedia Hayne                                             | Вразливий               | Судинні рослини |
| 89    | Роя англійська                                          | Roya anglica G.S. West Hodgetts                                      | Вразливий               | Водорості       |
| 90    | Рябчик шаховий                                          | Frittilaria meleagris L.                                             | Вразливий               | Судинні рослини |
| 91    | Сальвінія плаваюча                                      | Salvinia natans (L.) All.                                            | Неоцінений              | Судинні рослини |
| 92    | Ситник бульбистий                                       | Juncus bulbosus L.                                                   | Вразливий               | Судинні рослини |
| 93    | Ситняг карніолійський                                   | Eleocharis carniolica W.D.J.Koch                                     | Вразливий               | Судинні рослини |
| 94    | Ситняг сосочкоподібний                                  | Eleocharis mamillata Lindb. f.                                       | Вразливий               | Судинні рослини |
| 95    | Скополія карніолійська                                  | Scopolia carniolica Jacq.                                            | Неоцінений              | Судинні рослини |
| 96    | Смілка литовська                                        | Silene lithuanica Zapał.                                             | Неоцінений              | Судинні рослини |
| 97    | Сон лучний (сон чорніючий, сон богемський)              | Pulsatilla pratensis (L.) Mill. s.l.                                 | Неоцінений              | Судинні рослини |
| 98    | Сон розкритий                                           | Pulsatilla patens (L.) Mill. s.l.                                    | Неоцінений              | Судинні рослини |
| 99    | Сфагн блискучий                                         | Sphagnum subnitens Russowet Warnst.                                  | Зникаючий               | Мохоподібні     |
| 100   | Сфагн Вульфа                                            | Sphagnum wulfianum Girg.                                             | Зникаючий               | Мохоподібні     |
| 101   | Сфагн м'який                                            | Sphagnum molle Sull.                                                 | Вразливий               | Мохоподібні     |
| 102   | Сфагн тоненький                                         | Sphagnum tenellum (Brid.) Pers. ex Brid.                             | Вразливий               | Мохоподібні     |
| 103   | Тофільдія чашечкова                                     | Tofieldia calyculata (L.) Wahlenb.                                   | Вразливий               | Судинні рослини |
| 104   | Феолепіота золотиста                                    | Phaeolepiota aurea (Matt.) Maire                                     | Вразливий               | Гриби           |
| 105   | Фісиденс джерельний                                     | Fissidens fontanus (Bach.Pyl.) Steud.                                | Рідкісний               | Мохоподібні     |
| 106   | Хамедафна чашечкова (торфяниця чашечкова)               | Chamaedaphne calyculata (L.) Moench                                  | Вразливий               | Судинні рослини |
| 107   | Хара витончена                                          | Chara delicatula C. Agardh                                           | Рідкісний               | Водорості       |
| 108   | Цибуля ведмежа (черемша)                                | Allium ursinum L.                                                    | Неоцінений              | Судинні рослини |
| 109   | Шейхцерія болотна                                       | Scheuchzeria palustris L.                                            | Вразливий               | Судинні рослини |
| 110   | Шолудивник королівський                                 | Pedicularis sceptrum-carolinum L.                                    | Вразливий               | Судинні рослини |
| 111   | Язичок зелений                                          | Coeloglossum viride (L.) C.Hartm.                                    | Рідкісний               | Судинні рослини |
| 112   | Ясенець білий                                           | Dictamnus albus L.                                                   | Рідкісний               | Судинні рослини |